# Чендравасих (залив)
Чендравасих, Сарера, Гелвинк (на индонезийски: Cendrawasih, буквално залив на райската птица, Teluk Sarera, на нидерландски: Geelvinkbaai) е голям залив в югозападната част на Тихия океан, край северозападния бряг на остров Нова Гвинея, като бреговете и акваторията му попадат в провинция Папуа на Индонезия.
Заливът Чендравасих се вдава на 305 km навътре в сушата, ширината на входа му е около 450 km, а максималната му дълбочина 1627 m. На запад е ограничен от поуостров Ченравасих, а на север от групата острови Схаутен, като най-големите са: Япен (2278 km²), Биак (1904 km²), Супиори (659 km²) и Нумфор (335 km²). Има форма на голям равностранен триъгълник с обърнат връх на юг. Югоизточните му брегове са ниски и силно заблатени, а западните – високи, стръмни, планински. Повсеместно крайбрежните участъци а заети от коралови рифове. Приливите са неправилни, полуденонощни, с височина около 2,5 m. По бреговете му са разположени многочислени малки селски селища, в които живеят предимно папуаси.
Бреговете на залива Чендравасих са открити през 1705 г. от холандският мореплавател Якоб Вейланд, който наименува новооткрития залив Гелвинк в чест на своя кораб.